# Ałtuchowka (rejon chomutowski)
Ałtuchowka (ros. Алтуховка) – chutor w zachodniej Rosji, w sielsowiecie olchowskim rejonu chomutowskiego w obwodzie kurskim.

## Geografia
Miejscowość położona jest w dorzeczu rzeki Suchaja Amońka, 18 km od centrum administracyjnego sielsowietu olchowskiego (Olchowka), 28 km od centrum administracyjnego rejonu (Chomutowka), 99 km od Kurska.

## Historia
Do czasu reformy administracyjnej w roku 2010 chutor Ałtuchowka wchodził w skład sielsowietu niżnieczupachińskiego, który w tymże roku został (wraz z sielsowietami nadiejskim i bolszealeszniańskim) włączony w sielsowiet olchowski.

## Demografia
W 2010 r. miejscowość nie posiadała mieszkańców.